# Řád Andrése Bella
Řád Andrése Bella (španělsky: Orden de Andrés Bello) je venezuelské státní vyznamenání založené roku 1955. Udílen je za vynikající zásluhy ve vzdělávání, vědeckém výzkumu, literatuře a umění.

## Historie a pravidla udílení
Řád byl založen prezidentem Marcosem Pérezem Jiménezem 29. srpna 1955. Zřízení řádu bylo publikováno v Gaceta Oficial č. 21870 dne 10. října 1955. Řád byl pojmenován po venezuelském učenci Andrési Bellovi. Udílen je za vynikající zásluhy ve vzdělávací, vědecké, literární a umělecké oblasti. Může být udělen i za služby pro rozvoj kulturní oblasti. Udílen je úřadujícím prezidentem Venezuely na základě doporučení Rady řádu.
Řád nahradil Medaili veřejného vzdělávání, která byla zřízením řádu zrušena. Nositelům této medaile bylo přiznáno právo nosit Řád Andrése Bella III. třídy. Řád byl reformován v roce 1965. Tato reforma se dotkla především Rady řádu, základní vlastnosti i vzhled insignií zůstaly zachovány.

## Insignie
Řádový odznak má tvar bíle smaltované sedmicípé hvězdy. Hvězda je položena na zlaté hvězdě složené z různě dlouhých paprsků. Uprostřed hvězdy je kulatý zlatý medailon s portrétem Andrése Bella. Medailon je lemován modře smaltovaným kruhem se zlatým nápisem ANDRÉS BELLO. Ve spodní části kruhu jsou zlaté zkřížené vavřínové ratolesti. Na zadní straně je uprostřed medailonu vyobrazena kniha, jež obklopuje vavřínový věnec. V modře smaltovaném kruhu je na zadní straně nápis REPUBLICA DE VENEZUELA.
Stuha z hedvábného moaré je fialová s úzkým bílým pruhem uprostřed.

## Třídy
Řád je udílen ve čtyřech třídách:
- řetěz (Collar)
- I. třída (Primera Clase)
- II. třída (Segunda Clase)
- III. třída (Tercera Clase)